# Diana Stiel
Diana Stiel (Aken, 12 september 1969) is een Belgisch Duitstalig politica voor Vivant.

## Levensloop
Na het behalen van haar middelbaar diploma aan het Koninklijk Atheneum van Eupen voltooide Diana Stiel in 1990 een graduaat in de marketing aan de provinciale economische hogeschool ESEJ in Jemeppe. Van 1990 tot 1998 werkte ze als administratief medewerker voor een bedrijf in Eupen en ging daarna aan de slag als kantoorbediende, van 1998 tot 2010 in Welkenraedt en sinds 2010 in Aken. 
Bij de Duitstalige Gemeenschapsverkiezingen van mei 2019 werd Stiel voor de sociaal-libertaire, systeemkritische en ecologisch gezinde partij Vivant verkozen in het Parlement van de Duitstalige Gemeenschap, waar ze sindsdien zetelt. Sinds mei 2020 is ze eveneens penningmeester van de Duitstalige afdeling van deze partij.